# Prairie School

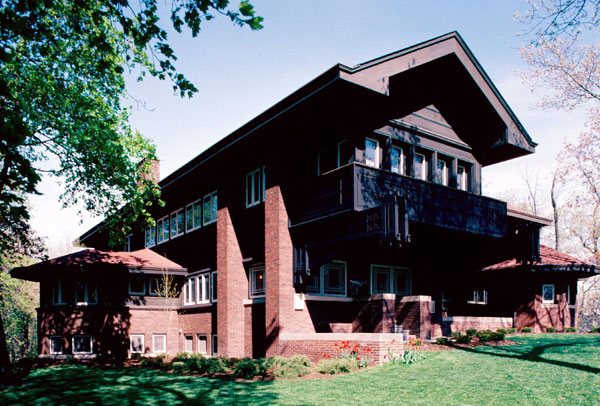
Harold C. Bradley House
Projeto de Louis Sullivan e George Grant Elmslie em Madison, Wisconsin.

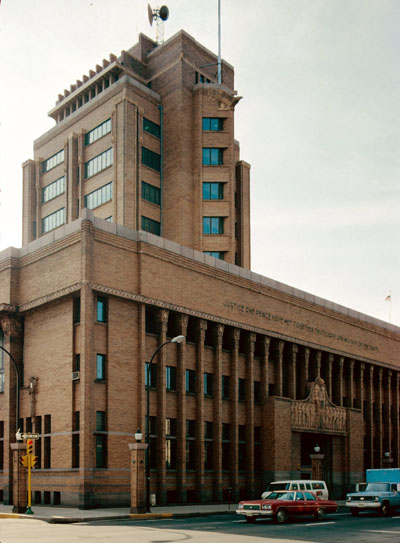
Woodbury County Courthouse
Edifício em Iowa projetado por William LaBarthe Steele e Purcell and Elmslie, arquitetos associados.

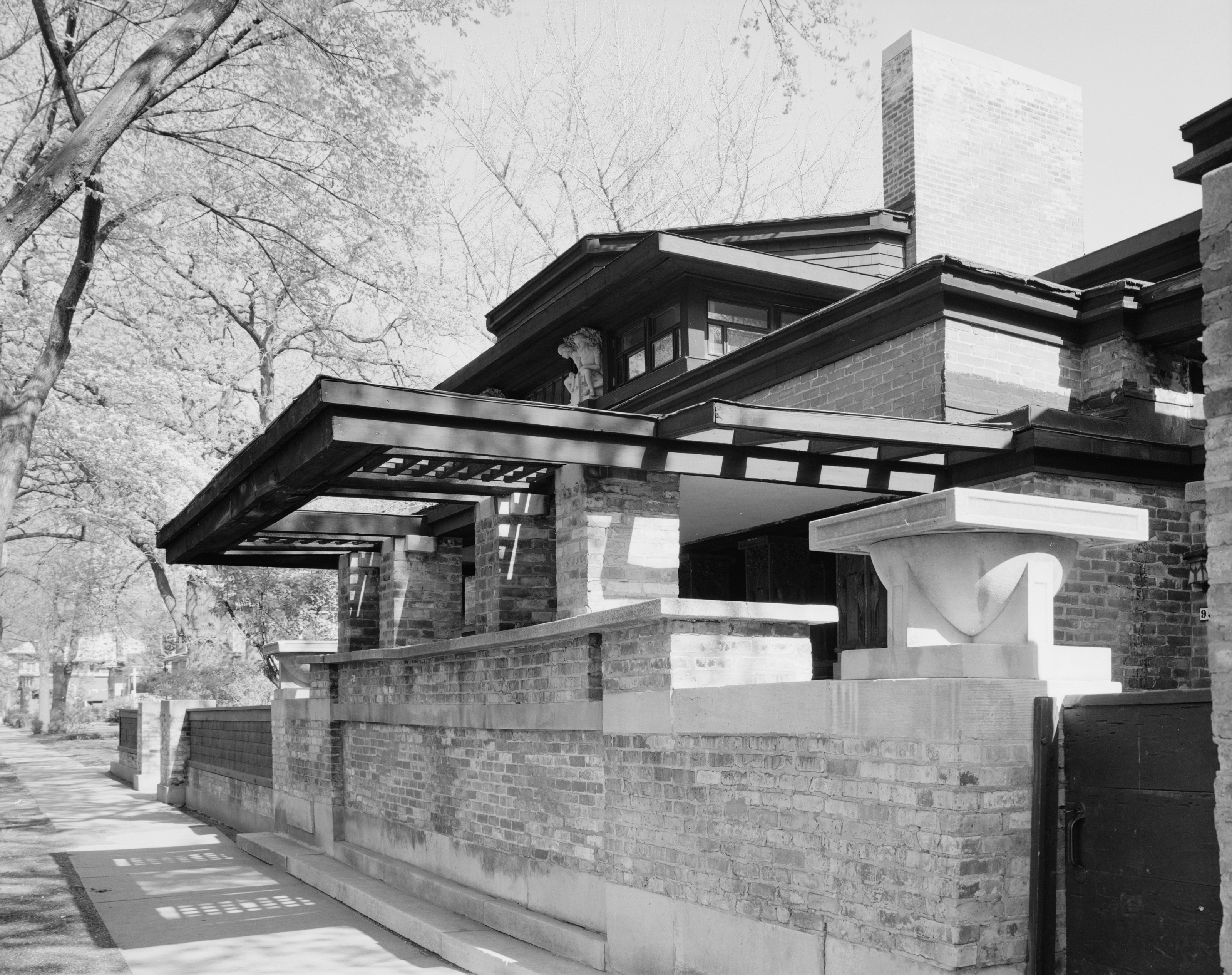
Casa e estúdio de Frank Lloyd Wright
em Oak Park, Illinois.

Prairie School, foi um  estilo arquitetônico do final do Século XIX e começo do Século XX, principalmente representado no meio-oeste dos Estados Unidos.
Os projetos dos arquitetos da Prairie School usualmente são marcados por linhas horizontais, coberturas planas ou levemente inclinadas frequentemente apresentando lajes terminando em beirais com grandes balanços parcialmente sobrepostos, janelas agrupadas formando amplos conjuntos horizontais, integração com a paisagem, construção sólida, paredes com texturas ou relevos, e economia no uso de ornamentos. As linhas horizontais supostamente deveriam invocar e relacionar-se com a paisagem natural das pradarias.   
O termo Prairie School, que poderia ser traduzido por Escola da Pradaria, na realidade não era empregado pelos seus arquitetos para se descreverem. Marion Mahony Griffin, por exemplo, referia-se a The Chicago Group; o termo Prairie School foi cunhado por Allen Brooks, um dos primeiros historiadores de arquitetura a escrever extensivamente sobre estes arquitetos e suas obras[carece de fontes?].

## Arquitetos envolvidos
A Prairie School é associada principalmente com a geração de arquitetos empregada ou influenciada por Louis Sullivan ou Frank Lloyd Wright, mas geralmente não inclui o próprio Sullivan.  A despeito da Prairie School ter-se originado em Chicago, alguns arquitetos mudaram-se disseminando sua influência bem além do meio-oeste americano. Uma lista parcial de seus arquitetos inclui:
| - Percy Dwight Bentley - Barry Byrne - Alfred Caldwell - William Eugene Drummond - Marion Mahony Griffin | - Walter Burley Griffin - George Grant Elmslie - George Washington Maher - Dwight Heald Perkins - William Gray Purcell | - Claude and Starck - William LaBarthe Steele - John S. Van Bergen - Andrew Willatzen | - Frank Lloyd Wright |

## Casas daPrairie School
As residências da Prairie School estão relacionadas com o American Arts and Crafts movement, expresso principalmente pelos trabalhos manuais, simplicidade e funcionalidade, em alternativa ao então dominante estilo neoclássico de formas gregas com ocasionais influências romanas. Algumas empresas, como Purcell & Elmslie, contudo, conscienciosamente rejeitaram o termo Arts and Crafts para suas obras, as quais apresentavam superfícies em materiais  industrialmente moldados. A Prairie School foi pesadamente influenciada pelo ideal romântico de que melhores casas poderiam criar pessoas melhores e pela filosofia transcendental de Ralph Waldo Emerson. Os arquitetos da Prairie School foram importante influencia em idiomas arquiteturais posteriores, particularmente o Minimalismo com seu conceito de que menos é mais e a Bauhaus, na qual a forma adapta-se à função, que por sua vez era uma mistura de De Stijl, projeto baseado em grelha e no Construtivismo, que enfatiza a própria estrutura e os materiais de construção.
Historiadores de Arquitetura pergunta-se sobre os motivos pelos quais a Prairie School perdeu seus adeptos por volta de meeados dos anos 20.  Talvez uma séria consideração de um de seus membros seja digna de atenção. Em sua autobiografias, Marion Mahony Griffin escreve:
Os entusiastas jovens e capazes, como provado por suas obras posteriores, indubitavelmente foram tão influentes depois em seus escritórios quanto eram nestes primeiros anos, mas a concentração inicial de Wright em publicidade e suas alegações de que todos eram seus discípulos, tiveram influência mortal no Grupo de Chicago e apenas após um quarto de século de novo encontramos arquitetura criativa distintamente  evidente nos Estados Unidos.

## Outros edifícios daPrairie School
Um exemplo da arquitetura da Prairie School é a própria Prairie School, uma escola em Racine, Wisconsin, desinhada por Taliesin Associates, uma empresa de Wright, e localizada quase ao lado do Wingspread Conference Center de Wright. As obras de Mahonly e Griffin work na Austrália e Índia, notavelmente a coleção de casas em Castlecrag, New South Wales, são belos exemplos de como a Prairie School disseminou-se longe de suas raízes em Chicago.  O Veterans' Memorial Library em Saint Cloud, Florida, projetado por Isabel Roberts é outro exemplo.